# トヨタ・Biz-01F
トヨタ・Biz-01Fは、トヨタ自動車が2019年に投入した、Nippon Race Engineに基づくスーパーフォーミュラのエンジンである。

## 概要
スーパーフォーミュラでは、2014年よりダウンサイジングコンセプトを取り入れた2L直4直噴ターボエンジンが用いられており、トヨタ自動車は東富士研究所で開発されたトヨタ・RI4Aを投入し、4回のドライバーズチャピオンを獲得に貢献した。
その後、2019年にバージョンアップしたBiz-01Fを新たに投入した。なお、製造はトヨタカスタマイジング&ディベロップメントのTRD事業部が担当する。2020年よりエンジン名称が「TRD 01F」に変更となった。
なおTRDでは2017年に、本エンジンとエンジン形式や型番が類似する「Biz-001」エンジンを東京オートサロンで公開しているが、本エンジンとの関係は明らかにされていない。

## スペック
- エンジン形式：水冷直列4気筒DOHC16バルブ
- 総排気量：2,000cc
- 内径×行程：-×- mm
- 最高回転数：-
- 最高出力：550PS（405kW）以上
- 最大トルク：-
- 圧縮比： -
- マネージメントシステム：ペクテル製 MQ12Di
- 過給機:ターボチャージャー（ギャレット製）
- 重量：85kg